# دنیای دی۱۲
دنیای دی۱۲ (به انگلیسی: D12 World) عنوان یک آلبوم گروهی اثر دی۱۲ است که در آن هنرمندانی چون امینم و دکتر دره حضور دارند.